# 2 złote wzór 1934 Józef Piłsudski
2 złote wzór 1934 Józef Piłsudski – moneta dwuzłotowa, bita w srebrze, wprowadzona do obiegu 5 grudnia 1934 rozporządzeniem Ministra Skarbu z dnia 24 listopada 1934 r. (Dz.U. z 1934 r. nr 105, poz. 939), wycofana z obiegu na podstawie rozporządzenia ministrów gospodarki, finansów i spraw wewnętrznych Rzeszy wydanego 22 listopada 1939 r. na terenie Generalnego Gubernatorstwa, według którego monety bite w srebrze w okresie II Rzeczypospolitej należało obowiązkowo wymieniać na pieniądze papierowe.
W niektórych opracowaniach z początku XXI w. jako data wprowadzenia do obiegu dwuzłotówki podawany był 14 grudnia 1934 r, jednak w późniejszych tego samego autora – 5 grudnia 1934 r.
Monetę bito w mennicy w Warszawie, z datami rocznymi 1934 i 1936.

## Awers
W centralnym punkcie umieszczono godło – orła w koronie, poniżej rok bicia, dookoła napis „RZECZPOSPOLITA POLSKA”, a na dole napis „2 ZŁOTE 2”.

## Rewers
Na tej stronie monety umieszczono lewy profil marszałka Józefa Piłsudskiego, u dołu, z lewej strony, poniżej brody, herb Kościesza – znak Mennicy Państwowej w Warszawie, a wzdłuż obrzeża pod profilem słabo widoczne, niemal nieczytelne nazwisko projektanta.

## Nakład
Monetę bito w mennicy w Warszawie, w srebrze próby 750, na krążku o średnicy 22 mm, masie 4,4 grama, z rantem ząbkowanym, według projektu Stanisława Ostrowskiego, w latach 1934–1936. Nakłady monety w poszczególnych rocznikach przedstawiały się następująco:
| Rocznik      | Rewers          | Nakład (sztuk) | Zdjęcie |
| ------------ | --------------- | -------------- | ------- |
| 2 złote 1934 | Józef Piłsudski | 10 425 000     |         |
| 2 złote 1936 | Józef Piłsudski | 75 000         |         |

Nakład rocznika 1934 cytowany za literaturą tematu w rzeczywistości może być jednak mniejszy. W sprawozdaniach Mennicy Państwowej napisano jedynie, że w latach 1934 i 1935 wybito odpowiednio 9 625 000 oraz 1 050 000 (razem 10 675 000) sztuk, ale łącznie dwuzłotówek wzorów 1932 Polonia i 1934 Józef Piłsudski. Częstość występowania na rynku kolekcjonerskim dwuzłotówki Polonia z 1934 roku może sugerować, że została ona wybita w większej liczbie egzemplarzy niż opisywane jest to dotychczas w katalogach, a to w konsekwencji oznaczałoby mniejszy nakład monety 2 złote 1934 Józef Piłsudski.

## Opis
Moneta została wprowadzona do obiegu w sześćdziesiątą siódmą rocznicę urodzin marszałka Józefa Piłsudskiego.
Dwuzłotówkę bito na podstawie rozporządzenia Prezydenta Rzeczypospolitej Polskiej z 27 sierpnia 1932 r. o zmianie niektórych postanowień rozporządzenia Prezydenta Rzeczypospolitej z dnia 5 listopada 1927 r., definiującego parametry monet:  2, 5, 10 złotych bitych w srebrze próby 750 i masie 2,2 grama przypadających na 1 złoty (Dz.U. z 1932 r. nr 74, poz. 668).
Godło na monecie jest zgodne ze wzorem Godła Rzeczypospolitej Polskiej wprowadzonym 13 grudnia 1927 r. (Dz.U. z 1927 r. nr 115, poz. 980).
Według identycznego wzoru były bite monety obiegowe 5 i 10 złotych.
Monety z rocznika 1936 mają inny wzór ząbkowania rantu niż monety z datą roczną 1934. Ze względu na mały nakład, monety 2 złote 1936 Józef Piłsudski są często fałszowane.
W Mennicy Państwowej w październiku 1988 r., z okazji 70. rocznicy odzyskania niepodległości, wybito, stemplami wykonanymi z zachowanych w Gabinecie Numizmatycznym mennicy oryginalnych matryc, kopię monety 2 złote 1936 Józef Piłsudski. Replika ma dokładnie te same parametry co oryginał, z tym że wybito ją z rantem gładkim i napisem „KOPIA” na rewersie.

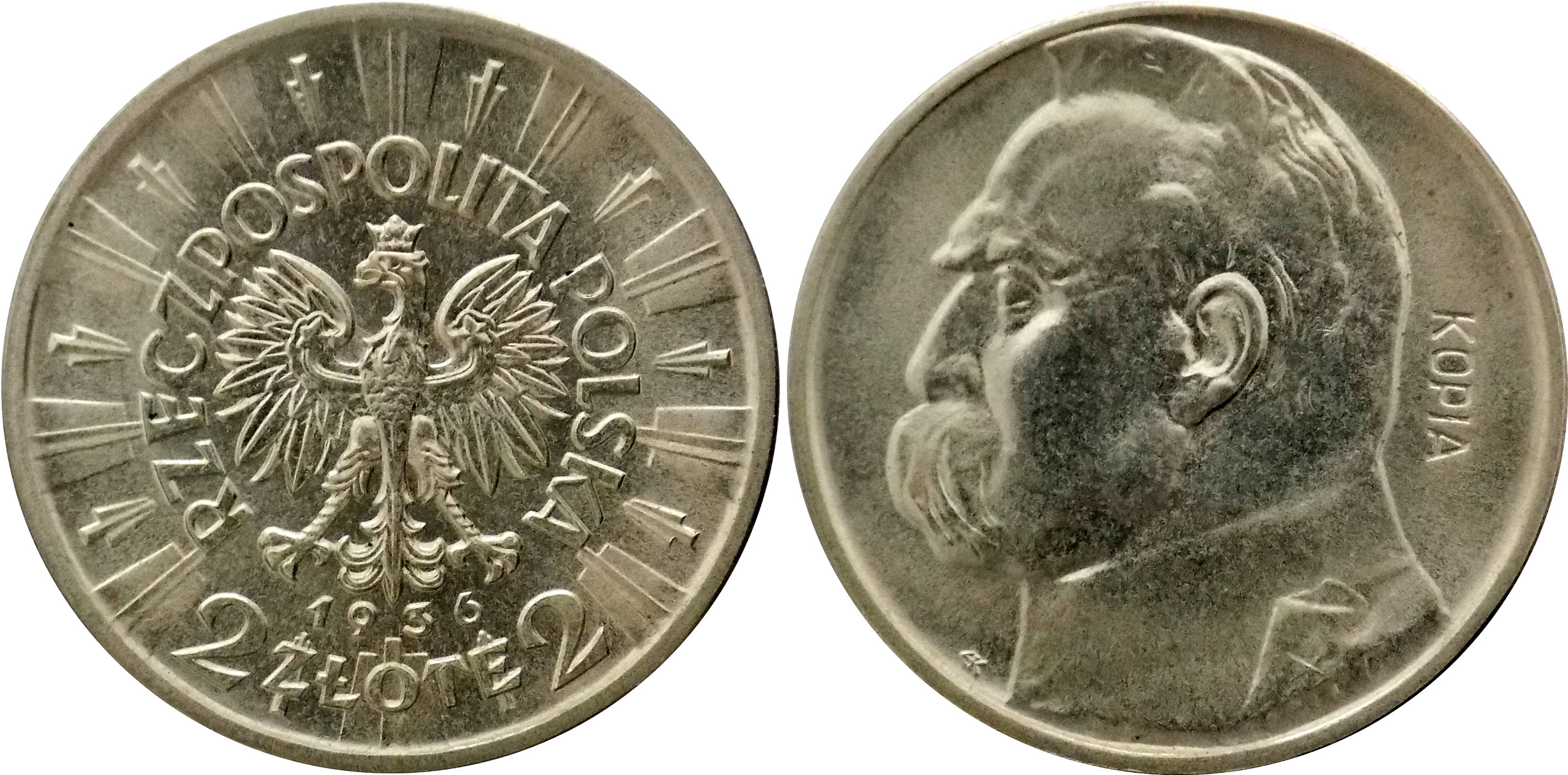
Replika rocznika 1936 wybita w latach 80. XX w. przez mennicę warszawską

## Wersje próbne
Według katalogów dla dwuzłotówki wzór 1934 nie istnieją żadne wersje próbne monety.